# 道の駅みそぎの郷 きこない
道の駅みそぎの郷 きこない（みちのえき みそぎのさときこない）は、北海道上磯郡木古内町にある北海道道383号木古内停車場線の道の駅である。

## 概要
北海道新幹線開業を見据えて木古内町が木古内駅の駅前に建設。木古内公益振興社が運営している。施設の正式名称は「木古内町観光交流センター」であり、愛称の「みそぎの郷」とは1831年（天保2年）から続いている神事『木古内町寒中みそぎ祭り』に因んで名づけられ、複数の候補から選ばれた。施設の内装・外装には町木「道南スギ」を使用している。

## 歴史
- 2015年（平成27年）11月5日：道の駅登録[8]。
- 2016年（平成28年）
  - 1月13日：オープン[9][10]。
  - 3月26日：北海道新幹線・道南いさりび鉄道（JR北海道の江差線から経営分離、第三セクター）開業。

## 施設
- 駐車場
  - 普通車：45台
  - 大型車：7台
  - 身障者用：2台
- トイレ
  - 男：大2器、小3器
  - 女：4器
  - 身障者用：2器（オストメイト対応）
- 観光案内・レンタカーカウンター
  - タイムズカーレンタル、駅レンタカー
- バス待合室
  - 函館バス
- レストラン「どうなんde's Ocuda Spirits」（奥田政行監修）
- 惣菜パンコッペん道土
- 売店
- 多目的ルーム
- 無料Wi-Fiスポット

## アクセス
- 松前町から約54km
- 江差町から約50km
- 函館市から約39km
- 知内町から約9km

### 道路
- 直接接続
  - 北海道道383号木古内停車場線
- 間接接続
  - 北海道道5号江差木古内線
  - 国道228号

## 参考資料
- “木古内町観光交流センター設置及び管理に関する条例”. 木古内町例規類集.  木古内町. 2016年2月8日閲覧。
- “木古内町観光交流センター設置及び管理に関する施行規則”. 木古内町例規類集.   木古内町. 2016年2月8日閲覧。
- “道の駅「みそぎの郷きこない」1月13日午前11時オープン” (PDF). 広報きこない.   木古内町 (2016年1月1日). 2016年2月8日閲覧。
- “新幹線駅に生かす青函トンネルの｢苦い教訓｣”. 東洋経済オンライン.  東洋経済新報社 (2016年2月1日). 2016年2月8日閲覧。